# Nicola Davies (aviron)
Pour les articles homonymes, voir Nicola Davies et Davies.
Nicola Davies est une rameuse zimbabwéenne. 

## Carrière
Nicola Davies est sixième du deux sans barreur poids légers aux Championnats du monde 1996. Aux Championnats du monde 1999, elle remporte avec Jill Lancaster la médaille de bronze du deux sans barreur poids légers. Elle est quatrième du deux sans barreur poids légers aux Championnats du monde 2000. 